# Billbergia oxysepala
Espèce
Classification phylogénétique
Billbergia oxysepala est une espèce de plantes de la famille des Bromeliaceae présente au Brésil et en Équateur.

## Synonymes
- Billbergia oxypetala Ule[1].

## Distribution
L'espèce se rencontre de l'État d'Acre à l'extrême ouest de l'Amazonie brésilienne à l'est de l'Équateur.

## Description
L'espèce est épiphyte.